# Nancy Spero
Nancy Spero (Cleveland, Ohio, 24 de agosto de 1926 – Nueva York, 18 de octubre de 2009) fue una artista visual estadounidense pionera del arte feminista junto a autoras como Martha Rosler o Adrian Piper. Destacó por su activismo feminista y pacifista. Creó un lenguaje visual con el que rompió con las convenciones artísticas de su tiempo. Comenzó pintando lienzo a la manera tradicional pero consideró que este medio era eminentemente masculino y marginaba como artista por lo que concentró sus esfuerzos en buscar un lenguaje pictórico específicamente en femenino. Lo encontró en el papel.
Durante cinco décadas, su obra pictórica transitó por diferentes etapas, en las que plasmó su mirada sobre la mujer y su relación histórica con la opresión, la tortura, la desigualdad, la guerra y la sexualidad. En 1972 fue cofundadora de A.I.R. Galería (Artistas en residencia) en el SoHo de Nueva York, la primera galería-cooperativa de mujeres artistas de Estados Unidos. Su trabajo está considerado a mitad de camino entre lo literario y lo pictórico. 

## Biografía

### Primeros años
Spero nació en Cleveland, Ohio en 1926, pero un año más tarde su familia se mudó a Chicago, donde creció. Después de graduarse en la New Trier High School, estudió en la Escuela del Instituto de Arte de Chicago y se graduó en 1949. Entre los compañeros de Spero en el Instituto de Arte había un joven soldado GI que había regresado del servicio en la Segunda Guerra Mundial, Leon Golub. Spero y Golub expusieron en el Hyde Park Art Center en Chicago como parte del grupo Monster Roster. Después de graduarse en el Instituto de Arte, Spero continuó estudiando pintura en París en la École Nationale Supérieure des Beaux-Arts y en el Atelier de Andre Lhote, uno de los primeros pintores, maestros y críticos cubistas. Poco después de su regreso a Estados Unidos en 1950, se casó con Leon Golub, y los dos artistas se establecieron en Chicago.
De 1956 a 1957, Spero y Golub vivieron y pintaron en Italia, mientras criaban a sus dos hijos. Spero y Golub estaban igualmente comprometidos en explorar una representación modernista de la forma humana, con sus narrativas y resonancias históricas artísticas, incluso cuando el expresionismo abstracto se estaba convirtiendo en el idioma dominante. En Florencia e Ischia, Spero se sintió intrigada por el formato, el estilo y el estado de ánimo de los frescos y sarcófagos etruscos y romanos que influirían en su trabajo posterior. Al encontrar un ambiente más variado, inclusivo e internacional en Europa que en el mundo del arte de Nueva York de la época, Spero y su familia se mudaron a París, viviendo allí desde 1959 hasta 1964. El tercer hijo de Spero nació en París, y la artista realizó diversas exposiciones individuales en París en la Galerie Breteau en 1962, 1964 y 1968. Durante este período, Spero pintó una serie titulada Pinturas negras que representan temas que incluyen madres e hijos, amantes, prostitutas y formas híbridas de humanos y animales.

### Nueva York
Spero y Golub regresaron a Nueva York en 1964, donde la pareja vivió y trabajó. La guerra de Vietnam estaba en su apogeo y el Movimiento por los derechos civiles había estallado. Afectada por las imágenes de la guerra transmitidas todas las noches en la televisión y los disturbios y la violencia evidentes en las calles, Spero comenzó su Serie de Guerra (1966–70). Estos pequeños gouache y tintas sobre papel, ejecutados rápidamente, representaban la obscenidad y destrucción de la guerra. 
Entre 1969-70 Spero se distancia del debate político-militar para crear un conjunto de obras basadas en textos del poeta francés Antonin Artaud. Completa así sus "Pinturas de Artaud" (1969–70). “Estaba realmente furiosa contra el mundo del arte. Estaba furiosa porque me sentía silenciada. Creo que por eso me atrajo tan intensamente el lenguaje de Artaud en esa época” “Artaud escribió mucho sobre el dolor físico y mental y yo sé muy bien lo que eso significa” explica Spero.
Las obras evolucionan hacia el vasto Codex Artaud (1971-1972), compuesto de treinta y cuatro rollos de hojas pegadas entre sí. Esta pieza múltiple, de formato abierto, que recuerda escrituras antiguas, marca la etapa de madurez de su obra y se ha convertido en un punto de inflexión en el arte de los años setenta. El lenguaje, a diferencia del de sus coetáneos conceptuales, es obsceno y está inscrito manualmente, como un grafito, ofreciendo a su trabajo un tipo de corporalidad diferente, que la distancia de los discursos oficiales del momento apunta en análisis de su obra presentada en el Museo de Arte Reina Sofía de Madrid en 2009. Al unir texto e imagen, impresos en largos rollos de papel, pegados de extremo a extremo y pegados en las paredes de la  A.I.R. Spero violó la presentación formal, la elección del medio valorado y la escala de pinturas enmarcadas. 
Aunque sus rollos pintados y collages eran homéricos tanto en alcance como en profundidad, la artista evitó la grandiosidad tanto en contenido como en estilo, confiando en cambio en la intimidad y la inmediatez, al tiempo que revelaba el continuo de realidades políticas impactantes que subyacen en los mitos perdurables. En una entrevista en 2008 en The Brooklyn Rail con el editor Phong Bui, Spero dice de su temprana identificación con Artaud: "Para mí, las palabras habladas eran parte del cuerpo, como si fuera lo que fuera lo que intentaba pintar, y mi propia conciencia del dolor. y el enojo, puedes llamarlo la destrucción del yo, era una parte integral, esa dualidad. Las cosas se dividen justo en el medio, lo cual me interesó mucho en ese momento de mi vida ".

### Participación en el movimiento feminista
Activista y pionera feminista, Spero luchó contra la infrarepresentación de las artistas en museos y galerías. Fue miembro de Art Workers' Coalition (1968–69) y del Women Artists in Revolution (1969) participando en acciones y protestas para exigir la paridad en la representación entre hombres y mujeres en los museos.
Formó parte también de Ad Hoc Committee of Women Artists (1971) grupo que en 1972 creó la primera Galería cooperativa de mujeres artistas de Estados Unidos, A.I.R. Galería (Artistas en residencia) en SoHo, de la que Spero fue miembro fundadora.
En este periodo se percibe una transición en su obra y su interés en volcarse en la representación de figuras femeninas desarrollando un vocabulario visual de imágenes tomadas tanto del arte antiguo, medieval y moderno como de la publicidad de revistas del siglo XX. Su imaginario está conformado por Venus prehistóricas, diosas de la fertilidad, atletas, prostitutas o víctimas de las guerras de Vietnam. Su intención era trascender la idea masculina sobre el cuerpo de las mujeres, quebrantar su concepción como lo “otro” y demostrar que, al igual que el hombre, ellas pueden ser imágenes universales señalan los estudios sobre su obra.
En 1974, Spero optó por centrarse en temas relacionados con las mujeres y su representación en diversas culturas; su Torture in Chile (1974) y el largo pergamino, Torture of Women (1976, 20 pulgadas x 125 pies), entrelazan testimonios orales con imágenes de mujeres a lo largo de la historia, vinculando la brutalidad gubernamental contemporánea de las dictaduras latinoamericanas contra mujeres (de los informes de Amnistía Internacional y otras fuentes) Con la represión histórica de la mujer Spero representó historias de mujeres, mitología cultural y referencias literarias previamente oscurecidas con su figuración expresiva. Rara vez exhibido, Torture of Women se tradujo en forma de libro en 2009.
Spero manifestó el deseo de que las mujeres formen parte de la conversación artística. El trabajo más maduro de Spero vive a lo largo de una línea femenina. Esto es cuando una mujer es el sujeto, así como la "conciencia artística". Las composiciones de Spero abiertas y provocadoras con temas despiadados e incómodos se representaban en tapices y frisos. Puede verse en Helicopter, Victim, Astronaut, creados en 1968 de gouache y tinta sobre papel. Spero usa los crímenes y los asaltos a mujeres de todas las épocas y culturas para proporcionar imágenes intensas y emocionales para su arte y texto. La violencia política, el sexismo y las situaciones que amenazan la vida que soportan las mujeres son temas que exploró a lo largo de su carrera, pero especialmente en las décadas de 1960 y 1970. Estos intereses son evidencia de la convicción de Spero de que "lo personal y lo político son indistinguibles". Spero estuvo influenciada por Jean Dubuffet, Antonin Artaud, Simone de Beauvoir y Helene Cixous.
Al desarrollar un lenguaje pictográfico de gestos y movimientos corporales, un jeroglífico corporal, Spero reconstruyó la diversidad de representaciones de mujeres desde la prehistoria hasta el presente. Desde 1976 hasta 1979, investigó y trabajó en Notes in Time on Women, un rollo de papel de 20 pulgadas por 210 pies. Ella elaboró y amplificó este tema en The First Language (1979–81, 20 pulgadas por 190 pies), evitando por completo el texto a favor de un ritmo irregular de figuras pintadas, impresas a mano y en collages, creando así su "elenco de personajes". " El reconocimiento del estatus internacional de Spero como una destacada artista figurativa y feminista fue señalada en 1987 por sus exposiciones retrospectivas itinerantes en los Estados Unidos y el Reino Unido. En 1988, desarrolló sus primeras instalaciones de pared. Para estas instalaciones, Spero extendió el plano de imagen de los pergaminos moviendo sus imágenes impresas directamente a las paredes de museos y espacios públicos.
Aprovechando una energía imaginativa y una voluntad feroz, Spero continuó minando toda la gama de relaciones de poder. En 1987, después de exposiciones retrospectivas en el Reino Unido, los Estados Unidos y Canadá, el artista creó imágenes que saltaron de la superficie del rollo a la superficie de la pared, reformulando formas representativas de las mujeres a lo largo del tiempo y entablando un diálogo con el espacio arquitectónico. Las pinturas murales de Spero en Chicago, Viena, Dresde, Toronto y Derry forman reconstrucciones poéticas de la diversidad de representaciones de mujeres del mundo antiguo al contemporáneo, validando una subjetividad de la experiencia femenina.[cita requerida]
Spero expresó su arte una vez de esta manera: "Siempre he tratado de expresar una tensión en la forma y el significado para lograr una veracidad. Llegué a la conclusión de que el mundo del arte tiene que unirse a nosotras, las mujeres artistas, no nosotras unirnos a él. Cuando las mujeres tienen roles de liderazgo y obtienen recompensas y reconocimiento, entonces tal vez 'nosotros' (mujeres y hombres) podamos trabajar juntos en las acciones del mundo del arte ".[cita requerida]
En los años 80 y 90 Nancy Spero logra el reconocimiento crítico y su trabajo se vuelve según la crítica "más exuberante y afirmativo" expresando según sus propias palabras, una especie de “utopía, de posibilidad de cambio” aunque no olvida los temas y procedimientos que le interesaron al inicio de su carrera.
Ballad of Marie Sanders  (1991) es una instalación que la artista ha realizado en múltiples formas y en la que, por primera vez en muchos años, recupera el texto con un poema de Bertolt Brecht de 1934 acerca de una gentil torturada por haber mantenido relaciones sexuales con un judío, como forma de recordar el sufrimiento que se esconde bajo los regímenes opresores.
En 1998, Spero produjo Let the Priests Tremble…, una instalación en la Ikon Gallery de Londres, en ella, mujeres fuertes y atléticas bailan al son de un pasaje del ensayo de Hélène Cixous perteneciente a su libro La risa de la medusa.
Azur (2002) toma el título de un poema de Mallarmé. La artista utiliza el color y busca maneras nuevas y sorprendentes de componer, salpicando con criaturas femeninas el espacio y creando una secuencia onírica en la que éstas se mueven sin restricciones temporales sobre un fondo definido por patrones geométricos. Aquí el color se trata con la misma destreza con la que solía tratar el texto en la década de los setenta; repitiéndolo, combinándolo, superponiéndolo, abusando de él, dejándolo en blanco… prescindiendo de la tradicional oposición entre figura y fondo, entre abstracción y figuración.
En 2007 mientras se desarrollaba la guerra de Irak, Spero presenta en la Bienal de Venecia  Maypole: Take No Prisioners  denunciando de nuevo al gobierno estadounidense. Spero tomó la obra Kill Commies/Maypole de War Series, así como algunos dibujos de cabezas humanas realizados en los sesenta, y los llevó a la tridimensionalidad. Se trata de un Árbol de mayo provisto de 200 cabezas de aluminio tratadas y pintadas que, en palabras de la artista, ha canibalizado de sus pinturas de guerra de los sesenta. En medio del espacio se levanta un tubo de 10 metros, del que descienden listones de colores en cuyos extremos cuelgan imágenes de cabezas sangrantes impresas en placas de aluminio, lo que genera un choque entre lo celebratorio y lo aterrador, entre lo estético y lo violento. A pesar de hacer referencia a dos conflictos bélicos específicos, la pieza está cargada de atemporalidad y se refiere más bien a la condición bélica humana y su brutalidad se señala en la descripción de la obra que en 2018 se exhibió en el Museo Tamayo de Ciudad de México.
De octubre de 2008 a enero de 2009 el Museo Reina Sofía de Madrid acogió la exposición "Nancy Spero. Disidanzas", la retrospectiva más amplia realizada en Europa de la artista presentando 178 obras comisariada Manuel Borja-Villel y Rosario Peiró.
Nancy Spero murió de insuficiencia cardíaca en Manhattan el 18 de octubre de 2009.

## Obra
Spero comenzó pintando sobre lienzo, un medio que abandonó al considerar que era eminentemente masculino y, como tal, la marginaba como artista. A partir de entonces, sus esfuerzos se concentraron en crear un lenguaje pictórico específicamente femenino, en el que se decantó por la fragilidad del papel. Se trataba de "feminizar" el espacio masculino del arte.
En los años 60, su compromiso político se convirtió también en centro de su trabajo artístico con obras en las que daba rienda suelta a la repugnancia que sentía por la guerra. Su primera serie sobre papel fue War Series planteando una dura crítica al sistema político estadounidense y la situación creada en la guerra de Vietnam. Mientras que los informativos se llenan de imágenes sobre de Vietnam, las obras de Spero incluyen bombas fálicas, hongos nucleares y frases entresacadas del argot militar.
“Fue una decisión muy política porque el papel no tenía el mismo estatus que el lienzo; fue sacarle la lengua a la jerarquía del medio y a las corrientes principales que el mundo del arte había aceptado. Ella se estaba liberando de las políticas restrictivas del arte”, señala la curadora Julie Ault organizadora de la retrospectiva Nancy Spero: Paper Mirror en el Museo Tamayo de Ciudad de México.
Diez años después, Nancy Spero se concentra en la denuncia de los malos tratos que sufren las mujeres. De esa época surgen obras como Torture of Women (1976), en la que combina imágenes estremecedoras con textos que aluden a las atrocidades que se cometían en los regímenes dictatoriales suramericanos.
A finales de los años 80 se inclina por eliminar las diferencias entre la obra y el espacio en que se exhibe y obliga al espectador a participar de manera activa frente a trabajos exuberantes y llenos de movimiento. El cuerpo de la mujer pasa a ser prácticamente el único objetivo de su trabajo mediante reflexiones conceptuales que aluden al sexo y a la política. Lo hace mediante situaciones tomadas de la vida diaria y también surgidas de su imaginación. En todas ellas hay una crítica expresa a la invisibilidad del trabajo de las mujeres en el mundo del arte y un posicionamiento claramente político.

## Premios y reconocimientos
2006
- Elegida miembro de la American Academy of Arts and Letters.

2005 
- Lifetime Achievement Award del College Art Association[12]

2003
- Premio de Honor del Women's Caucus for Art[13]

1995
- Hiroshima Art Prize (conjunto entre Spero y Golub) del Hiroshima City Museum of Contemporary Art[14]

1995
- Medalla Skowhegan de la Skowhegan School of Painting and Sculpture